# JD Edwards EnterpriseOne
JD Edwards EnterpriseOne — это модульный программный комплекс ERP от компании Oracle, который ориентирован на автоматизацию предприятий малого и среднего бизнеса.

## Версии JD Edwards
- JD Edwards XE
- JD Edwards ERP8
- JD Edwards 8.9
- JD Edwards 8.10
- JD Edwards 8.11
- JD Edwards 8.11 SP1
- JD Edwards 8.12
- JD Edwards 9.0
- JD Edwards 9.1
- JD Edwards 9.2

## Модули и контурыJD EdwardsEnterpriseOne

### Управление финансами
Управление финансами включает в себя следующие модули:
- Финансовое планирование и бюджетирование (Financial Planning and Budgeting)
- Главная книга (General Ledger)
- Расчёты с Кредиторами (Accounts Payable)
- Расчёты с Дебиторами (Accounts Receivable)
- Учёт основных средств (Fixed Asset Accounting)
- Управление расходами (Expense Management)
- Управление расходами на основе самообслуживания (Expense Self Service)
- Расширенный учёт затрат (Advanced Cost Accounting)
- Финансовая отчётность (Financial Reporting)
- Движение денежных средств (Cash Management)

### Управление жизненным циклом активов
Управление жизненным циклом активов предприятия включает в себя следующие модули:
- Управление оборудованием (Capital Asset Management)
- Анализ расходов на оборудование (Equipment Cost Analysis)
- Обслуживание на основе условий эксплуатации (Condition Based Maintenance)
- Выделение ресурсов (Resource Assignments)
- Управление недвижимостью (Real Estate Management)
- Расширенное прогнозирование использования недвижимости (Advanced Real Estate Forecasting)

### Управление проектами
Управление проектами включает в себя следующие модули:
- Учёт затрат по проектам (Project Costing)
- Выставление счетов по контрактам и за услуги (Contract and Service Billing)
- Управление строительством (Homebuilder Management)
- Управление цепочкой поставок (Supply Chain Management)
- Планирование цепочки поставок (Supply Chain Planning)
- Расширенное моделирование прогнозов (Advanced Forecast Modeling)
- Прогнозирование спроса (Demand Forecasting)
- Согласование спроса (Demand Consensus)
- Стратегическая оптимизация сети (Strategic Network Optimization)
- Тактическая оптимизация сети (Tactical Network Optimization)
- Планирование производства и дистрибуции (Production and Distribution Planning)
- Планирование продаж и операций (Sales and Operations Planning)
- План график дискретного производства (Production Scheduling — Discrete)
- План график непрерывного производства (Production Scheduling — Process)
- Гарантия выполнения заказа (Order Promising)
- Управление заказами клиентов (Customer Order Management)
- Расширенное ценообразование (Advanced Pricing)
- Варианты продукции (Product Variants)
- Управление заказами на продажу (Sales Order Management)
- Управление договорами (Agreement Management)
- Конфигуратор базы (Base Configurator)
- Управление логистикой (Logistics Management)
- Управление запасами (Inventory Management)
- Управление бестарными запасами (Bulk Stock Inventory)
- Выполнение графиков спроса (Demand Scheduling Execution)
- Управление складами (Warehouse Management)
- Управление транспортировкой (Transportation Management)
- Расширенная оценка запасов (Advanced Stock Valuation)
- Обработка RFID меток (RFID Processor)
- Производство(Manufacturing)
- Планирование потребностей (Requirements Planning)
- Управление производством (Manufacturing Management)
- Управление качеством (Quality Management)
- Экономичное производство, управляемое спросом (Demand Flow Manufacturing)

### Управление взаимодействием с клиентами
Управление взаимодействием с клиентами включает в себя следующие модули:
- Автоматизация деятельности отделов продаж (Sales Force Automation)
- Продажи с использованием мобильных технологий (Mobile Sales)
- Конфигуратор (Configurator)
- Самообслуживание клиентов (Customer Self Service)
- Управление многоканальными взаимодействиями (Multichannel Interaction Manager)
- Управление обслуживанием (Service Management)
- Сценарии взаимодействий с клиентами (Branch Scripting)
- Выбор решения (Solution Advisor)
- Управление документацией (Case Management)

### Управление персоналом
Управление персоналом включает в себя следующие модули:
- Кадры (Human Resources)
- Средства самообслуживания для менеджеров (Manager Self Service)
- Средства самообслуживания для сотрудников (Employee Self Service)
- Зарплата (Payroll)
- Табельный учёт (Time and Labor)
- Подбор персонала через Интернет (Recruit)

### Управление снабжением
Управление снабжением включает в себя следующие модули:
- Управление снабжением и субконтрактами (Procurement and Subcontract Management)
- Рабочая область покупателя (Buyer Workspace)
- Самообслуживание поставщика (Supplier Self Service)
- Запросы на основе самообслуживания (Requisition Self Service)

### Управление эффективностью деятельности предприятия (CPM)
Управление эффективностью деятельности предприятия:
- Глобальные объединения (Global Consolidations)
- Финансовый анализ (Financial Analytics)
- Анализ запасов (Inventory Analytics)
- Анализ закупок (Procurement Analytics)
- Анализ производства (Manufacturing Analytics)
- Расширенный анализ учёта затрат (Advanced Cost Accounting Analytics)
- Анализ расходов (Spend Analytics)
- Анализ продаж (Sales Analytics)
- Анализ использования недвижимости (Real Estate Analytics)
- Анализ управления жизненным циклом активов (Asset Lifecycle Management Analytics)
- Анализ управления взаимодействием с заказчиками (CRM Analytics)